# Madeleine pénitente (Desiderio da Settignano)
Pour les articles homonymes, voir Madeleine pénitente.
Marie-Madeleine ou Madeleine pénitente est une œuvre sculpturale en bois polychrome réalisée en 1455 par l'artiste florentin Desiderio da Settignano. Elle est exposée dans la Basilique Santa Trinita à Florence.